# 클라우스 린덴베르거
클라우스 린덴베르거(독일어: Klaus Lindenberger, 1957년 5월 28일, 오버외스터라이히 주 린츠 ~)는 오스트리아의 전직 축구 선수이자 감독이다. 현역 시절 골키퍼였던 그는 LASK, 스바로프스키 티롤, 슈탈 린츠에서 활약했다. 그는 감독으로서 오스트리아 분데스리가의 LASK를 지도했다.

## 클럽 경력
린덴베르거는 오스트리아 린츠 출신이다. 그는 1976-77 시즌에 LASK 소속으로 신고식을 치렀고, 고향 구단에서 10년 넘게 활약하다가 스바로프스키 티롤로 이적해 우승을 맛보았다. 3년 후, 그는 린츠로 복귀해 슈탈 린츠에 입단했다. 그는 하부 리그 아인트라흐트 벨스에서 은퇴했다.

## 국가대표팀 경력
린덴베르거는 1982년 4월에 체코슬로바키아를 상대로 오스트리아 국가대표팀 첫 경기를 치렀고, 1982년과 1990년 월드컵에 참가했다. 그는 43번의 국가대표팀 경기에 출전했으며, 득점 기록은 없다. 그의 마지막 국가대표팀 경기는 1990년 8월에 열린 스위스와의 친선경기였다.

## 감독 경력
LASK는 2009년 3월 24일에 린덴베르거 감독의 후임으로 한스 크랑클 감독을 선임했다. 린덴베르거는 구단에 남아 단장직을 수행했다.

## 수상
스바로프스키 티롤
- 오스트리아 분데스리가: 1989, 1990
- ÖFB 컵: 1989